# Chrysoprasis nana
Chrysoprasis nana là một loài bọ cánh cứng trong họ Cerambycidae.